# Igreja Matriz de São Mateus
A Igreja Matriz de São Mateus está localizada no município de São Mateus, estado do Espírito Santo. Foi construída por jesuítas anteriormente ao ano de 1764, pois serviu de referência, naquele ano, para as medições das ruas da, até então, Villa de Sam Matheus.
Em 1959, com a criação da diocese, passou a ser denominada Catedral de São Mateus, permanecendo assim até o ano de 1989, quando foi inaugurada a nova catedral.
No ano de 1977, com a morte de Dom José Dalvit, primeiro bispo de São Mateus, seu corpo foi sepultado no interior dessa igreja, sob a torre.